# محمدمهدی مهدی‌خانی
محمدمهدی مهدی‌خانی (زادهٔ ۶ مرداد ۱۳۷۶ در گیلان‌غرب) بازیکن فوتبال اهل ایران است که در پست مهاجم برای باشگاه فوتبال بعثت کرمانشاه بازی می‌کند.

## دوران باشگاهی

### واراژدین
وی در تابستان ۱۳۹۸ به باشگاه واراژدین پیوست.

### پرسپولیس
وی در ۲۶ آبان ۱۳۹۹ به باشگاه پرسپولیس پیوست.

## آمار باشگاهی
| باشگاه          | دسته            | فصل             | لیگ برتر | لیگ برتر | جام حذفی | جام حذفی | قاره‌ای | قاره‌ای | سوپر جام | سوپر جام | مجموع | مجموع |
| باشگاه          | دسته            | فصل             | بازی     | گل       | بازی     | گل       | بازی   | گل     | بازی     | گل       | بازی  | گل    |
| --------------- | --------------- | --------------- | -------- | -------- | -------- | -------- | ------ | ------ | -------- | -------- | ----- | ----- |
| شهر خودرو       | لیگ برتر        | ۹۷–۱۳۹۶         | ۲۰       | ۱        | ۰        | ۰        | ۰      | ۰      | ۰        | ۰        | ۲۰    | ۱     |
| شهر خودرو       | لیگ برتر        | ۹۸–۱۳۹۷         | ۱۹       | ۱        | ۲        | ۲        | ۰      | ۰      | ۰        | ۰        | ۲۱    | ۳     |
| مجموع شهر خودرو | مجموع شهر خودرو | مجموع شهر خودرو | ۳۹       | ۲        | ۲        | ۲        | ۰      | ۰      | ۰        | ۰        | ۴۱    | ۴     |
| واراژدین        | لیگ کرواسی      | ۲۰–۲۰۱۹         | ۱۹       | ۰        | ۲        | ۱        | ۰      | ۰      | ۰        | ۰        | ۲۱    | ۱     |
| واراژدین        | لیگ کرواسی      | ۲۱–۲۰۲۰         | ۶        | ۱        | ۱        | ۱        | ۰      | ۰      | ۰        | ۰        | ۷     | ۲     |
| مجموع واراژدین  | مجموع واراژدین  | مجموع واراژدین  | ۲۵       | ۱        | ۳        | ۲        | ۰      | ۰      | ۰        | ۰        | ۲۸    | ۳     |
| پرسپولیس        | لیگ برتر        | ۰۰–۱۳۹۹         | ۱۱       | ۰        | ۲        | ۰        | ۳      | ۰      | ۰        | ۰        | ۱۶    | ۰     |
| پرسپولیس        | لیگ برتر        | ۰۱–۱۴۰۰         | ۴        | ۰        | ۰        | ۰        | ۰      | ۰      | ۰        | ۰        | ۴     | ۰     |
| مجموع پرسپولیس  | مجموع پرسپولیس  | مجموع پرسپولیس  | ۱۵       | ۰        | ۲        | ۰        | ۳      | ۰      | ۰        | ۰        | ۲۰    | ۰     |
| مجموع آمار      | مجموع آمار      | مجموع آمار      | ۷۹       | ۳        | ۷        | ۴        | ۳      | ۰      | ۰        | ۰        | ۸۹    | ۷     |

## افتخارات
پرسپولیس
- لیگ برتر ایران (۱): ۱۴۰۰–۱۳۹۹
- سوپر جام (۱): ۱۳۹۹؛ نایب‌قهرمانی (۱): ۱۴۰۰